# Husterhöh-Kaserne
Die Husterhöh-Kaserne war eine 1938 von der Wehrmacht angelegte Kaserne auf der Husterhöhe in Pirmasens, die ab 1945 von den amerikanischen Streitkräfte zum NATO-Stützpunkt ausgebaut wurde. Seit 1997 wird sie neben wenigen militärischen Nutzungen als ziviler Gewerbepark und Standort der Fachhochschule genutzt.

## Geschichte
Im Mai 1938 wurde mit dem Bau der Kaserne auf der Husterhöhe begonnen. Die Wehrmacht – Soldaten, die Teile des Westwalls bemannen sollten – zog dort ein. Errichtet wurden dabei mehrere oberirdische Einrichtungen, aber auch unterirdische Anlagen und ein Tunnelbau. Bedingt durch den Kriegsbedarf an Personal wurden die Arbeiten an der Kaserne im Jahr 1941 kurzfristig eingestellt und ab 1944 in Teilen wieder aufgenommen.
Am 21. März 1945 wurde die Anlage von der 71. Infanterie-Division der US-Army erobert und während der restlichen Kriegswochen als Depot für Kriegsmaterial genutzt. Nach dem Ende des Zweiten Weltkriegs wurde die Kaserne offiziell von der Army als „US Military facility“ übernommen. Im Laufe der 1950er bis zur Mitte der 1970er Jahre wurde die Anlage nach und nach – zunächst als Teil der Kaiserslautern Military Community – erweitert, bis sie 1976 als vollständige Armee-Basis Teil der eigenständigen Pirmasens Military Community (PMC bzw. „US Military Community, Pirmasens“) wurde.
Die amerikanische Kaserne enthielt den Housing-Bereich „Bunker Hill“ (Wohnanlagen), die eigentliche Husterhöh-Kaserne, einen großen Gittermast für Richtfunk der US-Streitkräfte (Defense Message System Transition Hub), ein Army Airfield (Hubschrauberstützpunkt der Air Force) sowie etliche weitere Einrichtungen. Im hinteren Bereich der Husterhöhe wurde in den 1980er-Jahren ein POMCUS-Depot (Prepositioning Of Materiel Configured in Unit Sets) errichtet, wo in vollklimatisierten Lagerhallen Panzer und sonstige Fahrzeuge für REFORGER-Truppen gelagert wurden. Diese Hallen wurden nach dem Abzug der US Army 1997 von der Bundeswehr übernommen, heute befindet sich dort das „Zentrale Langzeitlager Pirmasens“.
Die amerikanische Air Force begann Ende 2023 damit, einen Teil der Kaserne in ein strategisches Lagerhaus (Deployable Airbase System, DABS) umzuwandeln, um dort Facilities, Equipment, and Vehicles (FEV) zu lagern.
In der Kaserne wohnten oder arbeiteten um 1995 etwa 5.000 Amerikaner und Deutsche, nachdem von 1991 bis 1994 rund 10.000 Soldaten abgezogen worden waren.

## Konversion
Nach dem fast vollständigen Abzug der Amerikaner aus Pirmasens erhielt der Bund im Jahr 1997 das Gelände zurück. 74 Hektar davon wurden im Rahmen eines Konversionsprojekts erschlossen und in einen Gewerbepark umgewandelt, was Kosten in Höhe von 31 Millionen Euro verursachte. Auch die Fachhochschule mit 500 Studenten zog im Jahr 2005 in die ehemalige Kaserne. Der gesamte Gewerbepark bietet (Stand 30. Juni 2007) 1395 Arbeitsplätze, verteilt auf rund 100 Firmen (2005: 1200 Arbeitsplätze). 2013 war die Zahl der Arbeitsplätze auf 2300 gestiegen. Zudem befindet sich dort noch ein Standort der US-Heeresgarnison Rheinland-Pfalz.